# Roots of Eternity
Albums de Manticora
Darkness with Tales to Tell
(2001)
Roots of Eternity est le premier album du groupe danois de Power metal Manticora, publié en juillet 1999 par Massacre Records.

## Liste des chansons
Toute la musique est composée par Manticora.
| No  | Titre                     | Durée |
| --- | ------------------------- | ----- |
| 1.  | From Far Beyond           | 0:30  |
| 2.  | When Forever Ends         | 6:52  |
| 3.  | The Vision                | 5:01  |
| 4.  | Intoxicated               | 6:40  |
| 5.  | Beyond the Walls of Sleep | 3:36  |
| 6.  | Nowhere Land              | 4:52  |
| 7.  | The Flood                 | 9:27  |
| 8.  | Pale Faces                | 4:35  |
| 9.  | Private Hell              | 3:46  |
| 10. | Roots of Eternity         | 11:45 |